# 1483 en arts plastiques
| Années des arts plastiques : 1480 - 1481 - 1482 - 1483 - 1484 - 1485 - 1486    |
| Décennies des arts plastiques : 1450 - 1460 - 1470 - 1480 - 1490 - 1500 - 1510 |

Cette page concerne l'année 1483 en arts plastiques.

## Naissances

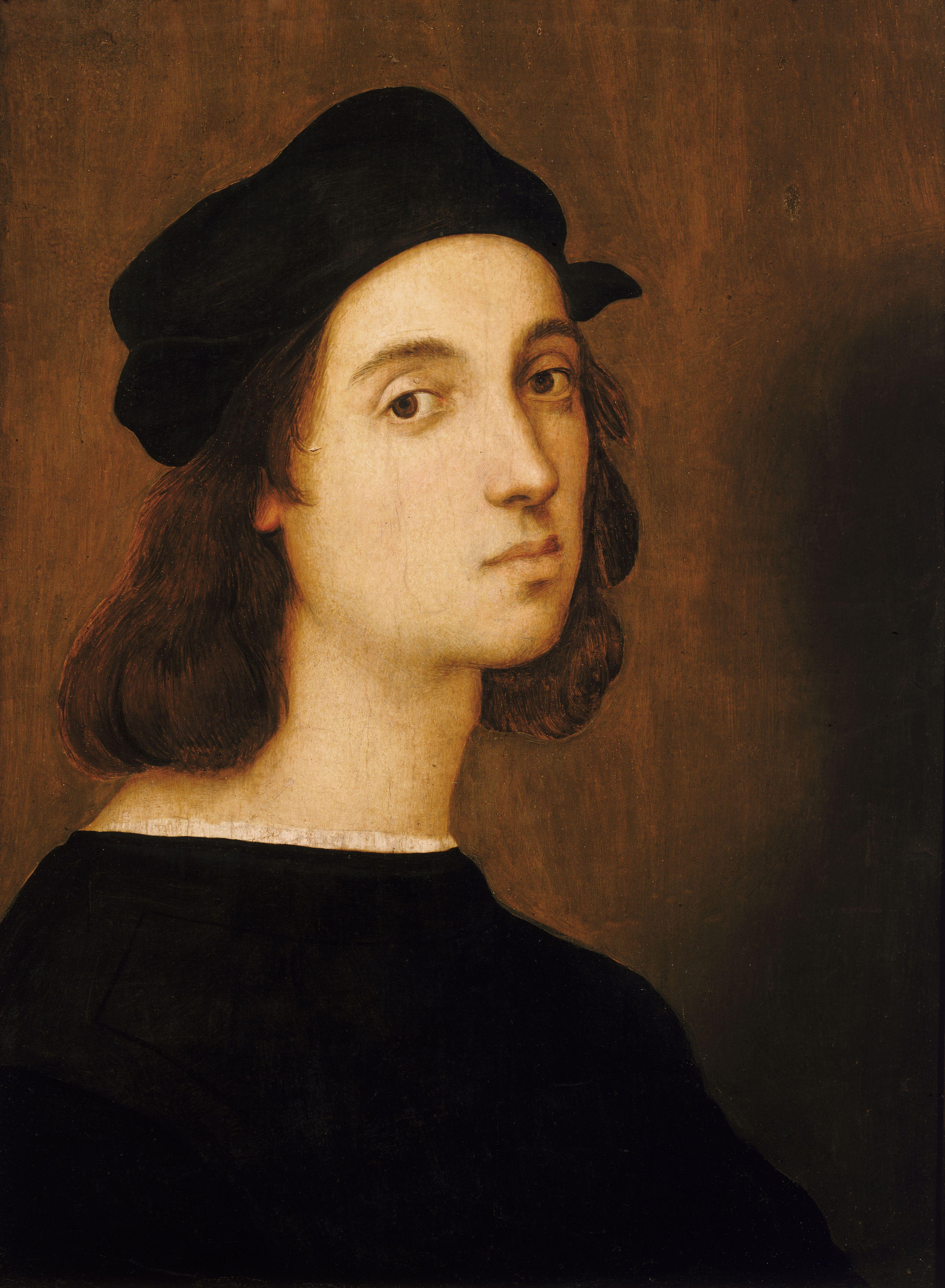
Raphaël, autoportrait

- 6 avril : Raphaël (Raffaello Sanzio), peintre et architecte italien († 6 avril 1520),
- Chen Daofu, peintre, calligraphe et poète chinois de la Dynastie Ming († 1544),
- Vers 1483 :
- Leonardo di Francesco di Lazzaro Malatesta, peintre italien  († après 1518).